# Prix d'histoire Mark-Lynton
Le prix d'histoire Mark-Lynton est une récompense annuelle d'un montant de 10 000 $ attribuée à un livre « d'histoire, sur n'importe quel sujet, qui combine au mieux distinction intellectuelle ou scientifique avec bonheur d'expression ». Le prix est décerné par la Fondation Nieman pour le journalisme (en) et par l'école de journalisme de l'université Columbia,.
Le parrain de ce prix est Mark Lynton, un réfugié de l'Allemagne nazie, officier au cours de la Seconde Guerre mondiale, dirigeant de l'industrie automobile et auteur du mémoire Accidental Journey: A Cambridge Internee's Memoir of World War II.

## Lauréats
- 1999 – Adam Hochschild pour King Leopold's Ghost: A Story of Greed, Terror and Heroism in Colonial Africa
- 2000 – John W. Dower pour Embracing Defeat: Japan in the Wake of World War II
- 2001 – Fred Anderson pour Crucible of War: The Seven Years' War and the Fate of Empire in British North America, 1754–1766
- 2002 – Mark Roseman pour A Past in Hiding: Memory and Survival in Nazi Germany
- 2003 – Suzannah Lessard (en) pour Mapping the New World: An Inquiry into the Meaning of Sprawl
- 2004 – Rebecca Solnit pour River of Shadows: Eadweard Muybridge and the Technological Wild West
- 2005 – Richard Steven Street (en) pour Beasts of the Field: A Narrative History of California Farmworkers, 1769–1913
- 2006 – Megan Marshall (en) pour The Peabody Sisters: Three Women who Ignited American Romanticism
- 2007 – James T. Campbell (en) pour Middle Passages: African American Journeys to Africa, 1787–2005
- 2008 – Peter Silver (en) pour Our Savage Neighbors: How Indian War Transformed Early America
- 2009 – Timothy Brook pour Vermeer's Hat: The Seventeenth Century and the Dawn of the Global World (en)
- 2010 – James Davidson pour The Greeks and Greek Love: A Bold New Exploration of the Ancient World
- 2011 – Isabel Wilkerson pour The Warmth of Other Suns (en) : The Epic Story of America’s Great Migration
- 2012 – Sophia Rosenfeld (en), Common Sense: A Political History (en)
- 2013 – Robert Caro, The Passage of Power: The Years of Lyndon Johnson (en)
- 2014 – Jill Lepore, Book of Ages: The Life and Opinions of Jane Franklin
- 2015 – Harold Holzer (en), Lincoln and the Power of the Press: The War for Public Opinion
- 2016 – Nikolaus Wachsmann, KL: A History of the Nazi Concentration Camps
- 2017 – Tyler Anbinder, City of Dreams: The 400-Year Epic History of Immigrant New York
- 2018 – Stephen Kotkin, Stalin: Waiting for Hitler, 1929-1941 (en)
- 2019 – Andrew Delbanco (en), The War Before the War: Fugitive Slaves and the Struggle for America's Soul from the Revolution to the Civil War / Jeffrey C. Stewart (en), The New Negro: The Life of Alain Locke (en)
- 2020 – Kerri Greenidge (en), Black Radical: The Life and Times of William Monroe Trotter
- 2021 – William G. Thomas III (en), A Question Of Freedom: The Families Who Challenged Slavery from the Nation’s Founding to the Civil War

## Source de la traduction
- (en) Cet article est partiellement ou en totalité issu de l’article de Wikipédia en anglais intitulé « Mark Lynton History Prize » (voir la liste des auteurs).